# Joseph Wolpe
Joseph Wolpe (Johannesburg, Dél-afrikai Köztársaság, 1915. április 20.– Los Angeles, 1997. december 4.) amerikai orvos, pszichiáter, pszichoterepauta. A viselkedésterápia egyik meghatározó alakja.

## Életútja
Wolpe a Dél-afrikai Köztársaságban nevelkedett, középiskolai tanulmányait a Parktown Boys' iskolában végezte, orvosi diplomáját pedig a Witwatersrand Egyetemen szerezte meg. 1956-ban elnyert egy Ford ösztöndíjat, melynek keretében egy évet tölthetett a Stanford Egyetem Viselkedéstudományi Központjában. Hazájába ezután már ritkán tért vissza, 1960-ban pedig végleg az Egyesült Államokba költözött, amikor is elfogadott egy pozíciót a Virginiai Egyetemen. 1965-től a Temple Egyetemen kapott állást.
Wolpe életének meghatározó élménye volt, amikor a dél-afrikai hadseregbe rendelték katonaorvosnak. Wolpe feladata az volt, hogy az akkor még ún. "háborús neurózisban" szenvedő katonákat kezelje (mára már a betegséget poszttraumatikus stressz szindrómának nevezik). A betegség akkori kezelése a drogterápia volt: az orvosok egyfajta igazságszérumot használtak, hogy rábírják a katonákat, hogy az élményeikről beszéljenek. Akkoriban úgy hitték, gyógyító hatása van, ha a katonák nyíltan elmondják az őket ért traumákat. Hamisan hitték. A kezelések sikertelensége sarkallta Wolpét arra (aki mellesleg köztudottan Sigmund Freud követői közé tartozott), hogy megkérdőjelezze a pszichoanalitikus terápia hatásosságát, és hatékonyabb kezelési módokat találjon ki. A Wolpe által kifejlesztett kölcsönös gátlástechnológiák, valamint a szisztematikus deszenzitizáció alapjában változtatták meg a viselkedésterápiát.

## Kölcsönös gátlás (reciprocal inhibition)
A hatékony kezelési módok kutatása során Wolpe különböző kölcsönös gátlás-technikákat fejlesztett ki, az asszertivitás-tréning felhasználásával. A kölcsönös gátlás tulajdonképpen egy szorongás, amelyet egy szorongással nem összeegyeztethető érzés vagy visszahatás gátol. Wolpe először laboratóriumi macskákon kísérletezett; az evés volt a szorongás gátlásának megerősítése. Ételt kínált nekik, miközben feltételes fájdalomingerekkel bombázta őket. A laboratóriumi vizsgálatok után a páciensein alkalmazott kölcsönös gátlást asszertivitás-tréning formájában. Az emögött megbúvó ötlet az volt, hogy az ember nem lehet mérges és agresszív, úgy, hogy közben szorong.
Wolpe úgy gondolta, ezen technikák az asszociációkon keresztül csökkenteni fogják a szorongást. Az asszertivitás-tréning kifejezetten hatásosnak bizonyult azoknál a pácienseknél, akik szociális szituációkban szorongtak. Emellett azonban voltak hiányosságai is, nem lehetett egyéb szorongásokra hatékonyan alkalmazni. Wolpét a kölcsönös gátlás használata vezette el a szisztematikus deszenzitizáció felfedezéséhez. Úgy gondolta, hogy ha szembesülünk a félelmeinkkel, az nem mindig segít túllendülni rajtuk, inkább frusztrációhoz vezet. Szerinte a félelmeinken való túllépés kulcsa a fokozatosság.

## Szisztematikus deszenzitizáció
Ezen módszer kifejlesztésétől vált Wolpe igazán híressé, annak ellenére, hogy nem ő volt az első, akinek ez eszébe jutott. Mary Cover Jones már korábban használt hasonló módszereket fiatalabb gyerekek szorongásainak kezelésére. Joseph Wolpe volt az, aki egészében megalkotta és tökéletesítette a szisztematikus deszenzitizációt. A módszer összefoglalva: a pácienset szembesítik a szorongásával, először kis erősségű ingereket alkalmazva. Amikor már nem tapasztalható szorongás az adott mértékű ingerrel szemben, akkor az inger mértékét felerősítik. Ez mindaddig folytatódik, amíg a páciensnek teljesen elmúlik a szorongása az adott ingerrel szemben.
A módszernek három fő lépése van. Az első során relaxációs technikák használatával közel kerülnek a pácienshez. Wolpe ennek ötletét Jacobsontól kapta, aki izomrelaxációval foglalkozott. Módosította Jacobson módszereit úgy, hogy azok kevesebb időt vegyenek igénybe. A relaxációs technika alkalmazása mögött az a gondolat húzódik, hogy az ember nem lehet egyszerre ellazult és szorongó. A második lépés során a terapeuta és a páciens közösen felállít egy szorongáshierarchiát. Ez általában úgy történik, hogy a páciens felsorolja az összes olyan dolgot, amely akármilyen formában szorongást vált ki belőle. Ezt követően a terapeutával közösen alulról felfelé, a legkisebb szorongást kiváltóval kezdve, rangsorolják ezeket. Az utolsó lépéshez a páciensnek teljesen ellazult állapotban kell lennie, ekkor kell ugyanis az egyes, szorongást kiváltó dolgokat elképzelnie ingerek segítségével. Attól függően, hogy milyen heves szorongást vált ki belőle az adott inger, a terapeuta úgy módosítja azt a megfelelő irányba. Annak ellenére, hogy a szisztematikus deszenzitizáció igen sikeres, szintúgy vannak korlátai: a páciens félrevezető hierarchiát is megadhat, gondjai lehetnek a relaxációval, vagy nem képes megfelelően elképzelni az egyes eseteket. Mindezek ellenére, messze ez a módszer bizonyul a leghatékonyabbnak.

## Publikációi
- Wolpe, Joseph. 1958. Psychotherapy by Reciprocal Inhibition. Stanford, CA: Stanford University Press. ISBN 0804705097
- Wolpe, Joseph. 1964. The Conditioning Therapies: The Challenge in Psychotherapy. New York: Holt, Rinehart and Winston.
- Wolpe, Joseph, and Arnold A. Lazarus. 1966. Behavior Therapy Techniques: A Guide to the Treatment of Neuroses. Oxford: Pergamon Press.
- Wolpe, Joseph. 1969. The Practice of Behavior Therapy. New York: Pergamon Press. ISBN 0080065635
- Wolpe, Joseph. 1976. Theme and Variations: A Behavior Therapy Casebook. New York: Pergamon Press. ISBN 0080204228
- Wolpe, Joseph. 1988. Life Without Fear: Anxiety and Its Cure. Oakland: New Harbinger Publications. ISBN 0934986495[8]

Magyar nyelvre nem fordítottak le műveiből, de fontosabb eredeti angol nyelvű műveit őrzik közkönyvtáraink.

## Eredmények, elismerések, utolsó évei
Joseph Wolpe viselkedésterápiára gyakorolt hatása időtálló és széles körű. Viselkedéstudományi munkájáért számos kitüntetésben részesítették, megkapta többek között az American Psychological Associations Distinguished Scientific Award díjat, a Psi Chi Distinguished Member Award díját, valamint a Lifetime Achievement Award díját az Association for the Advancement of Behavior Therapy szervezettől. Ezek mellett pedig Wolpe alma matere, a Witwatersrand Egyetem 1986-ban díszdoktori címet adományozott neki.
Wolpe igen termékeny író is volt, főbb művei közé tartozik a The Practice of Behavior Therapy és a Psychotherapy by Reciprocal Inhibition című kiadvány is. A pszichológia iránti elkötelezettségét mutatja, hogy a halála előtti hónapokban is konferenciákon adott elő és órákat tartott a Pepperdinei Egyetemen, annak ellenére, hogy már nyugdíjas volt. Tüdőrákban halt meg 82 éves korában.

## Fordítás
- Ez a szócikk részben vagy egészben  a   Joseph Wolpe című angol Wikipédia-szócikk fordításán alapul.  Az eredeti cikk szerkesztőit annak laptörténete sorolja fel. Ez a jelzés csupán a megfogalmazás eredetét és a szerzői jogokat jelzi, nem szolgál a cikkben szereplő információk forrásmegjelöléseként.